# Crash Test Aglaé
Pour les articles homonymes, voir Crash test (homonymie).
Pour plus de détails, voir Fiche technique et Distribution.
Crash Test Aglaé est une comédie dramatique française réalisée par Éric Gravel, sortie en 2017.

## Synopsis
Aglaé (India Hair) adore son métier de technicienne de tests de collisions dans une usine d'automobiles en France. Quand elle apprend que l'usine va être délocalisée en Inde, elle décide, à la surprise générale, d'accepter le poste équivalent dans ce pays. Sans grande préparation, elle part en Inde accompagnée de ses deux collègues Liette (Julie Depardieu) et Marcelle (Yolande Moreau) dans la vieille voiture de cette dernière, une Citroën Visa découvrable orange.

## Fiche technique
- Titre original : Crash Test Aglaé
- Réalisation : Éric Gravel
- Scénario : Éric Gravel
- Décors :Thierry Lautout
- Costumes : Caroline Spieth
- Photographie : Gilles Piquard
- Montage : Reynald Bertrand
- Musique : Philippe Deshaies, Lionel Flairs, Benoit Rault et Jean-Michel Pigeon
- Production : Nicolas Sanfaute
- Production exécutive : Hughes-Olivier Bores, Igor Borobyev, Remi Faillant et Yernar Malikov
- Coproduction : Anne-Charlotte Bouvet, Sébastien Bouvet, Marie-Caroline De la Baume, Manuel Huyet, Grégoire Lassalle, Lionel Montabord, Olivier Piasentin et Gilles Sitbon
- Production associée : Chemsa Dahmane, Gaëlle Ruffier, Alexis Sanfaute et Audrey Turpin
- Sociétés de production : Novoprod, Cinéfeel Prod, Vamonos Films et Anaphi Invest
- Société de distribution : Le Pacte
- Pays de production :  France
- Format : couleur
- Genre : comédie dramatique
- Durée : 85 minutes
- Date de sortie :
  - France, Belgique : 2 août 2017

## Distribution
- India Hair : Aglaé
- Julie Depardieu : Liette
- Yolande Moreau : Marcelle
- Anne Charrier :  Anne-Sophie la DRH
- Frédérique Bel : Lola
- Tristán Ulloa : Clovis
- Adil Hussain : Shankar
- Hanns Zischler : Furstenberg
- Éric Berger : le délocalisateur
- Franck Mercadal : Longchamps
- Irina Wanka : Sigrun
- Daria Panchenko : Uliana
- Ustina Oksana : Daria